# 내털리 배싱스웨이트
내털리 배싱스웨이트(영어: Natalie Bassingthwaighte, 1975년 9월 1일 ~ )는 오스트레일리아의 싱어송라이터, 배우이다.